# Barberinischer Faun

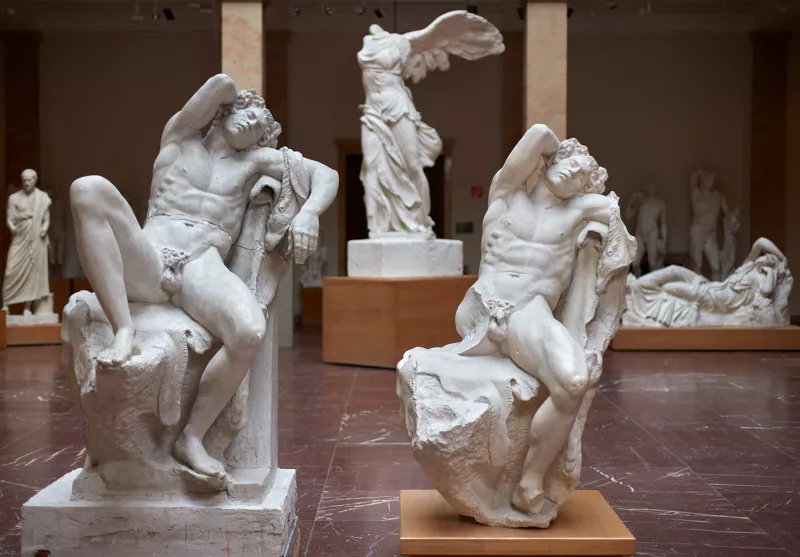
Ein Gipsabguss des barberinischen Faunes. Dieser Abguss befindet sich im Museum für Abgüsse Klassischer Bildwerke in München

Der Barberinische Faun (auch Barberinischer Satyr genannt) ist eine Skulptur eines schlaftrunkenen Satyrs oder Faunus in der Gestalt eines jungen, muskulösen Mannes, die vermutlich um 220 v. Chr. geschaffen wurde. Als mythisches Wesen ist die Figur an einem aus der unteren Rückenpartie abstehenden Pferdeschweif zu erkennen. Die Skulptur befindet sich heute in der Glyptothek München.

## Hintergrund
In der Wissenschaft ist die Herkunft strittig, so wird die Auffassung vertreten, dass die Figur in der Römerzeit entstand und nur ein Abbild einer hellenistischen Skulptur sei. Die Bezeichnung Faun wäre nur dann zutreffend, wenn es sich um ein römisches Kunstwerk handeln würde (römische Mythologie), denn die griechische Mythologie kennt nur Satyrn bzw. Silene (Synonyme).
Die an eine Felssporn angelehnte, liegende Figur ist nackt und stellt ihre männlichen Geschlechtsorgane offen zur Schau. Die marmorne, 1,81 Meter hohe Skulptur (die oft erwähnten Maße von 2,15 Metern beziehen sich auf alte Ergänzungen) wurde im 17. Jahrhundert im Graben der Engelsburg in Rom gefunden. Es fehlten damals das rechte Bein, Teile beider Hände und des Kopfes. Die Engelsburg hatten die Oströmer unter Belisar im Jahr 537 gegen die Ostgoten unter Witichis durch Herabstürzen von Bildsäulen verteidigt.
Kardinal Maffeo Barberini beauftragte den italienischen Künstler Gian Lorenzo Bernini (1598–1680) mit einer Restaurierung, wobei auch die fehlenden Teile ergänzt wurden. Ferner veränderte er die Figur in Richtung eines barocken Stilempfindens sowie einer mehr sexuellen Ausrichtung. Es herrscht keine Einigkeit darüber, ob Bernini oder Giuseppe Giorgetti, einer seiner Schüler, die Figur bearbeitet hat. Anschließend war die Skulptur Teil der Sammlung der Barberini in deren Palast. Die Figur wurde fortan nach dem Haus Barberini benannt.
1813 erwarb Johann Martin von Wagner im Auftrag von Ludwig I. die Figur von den in Finanznöte geratenen Barberini und ließ sie von Rom über die Alpen nach München schaffen. Der Faun ist seit den 1830er Jahren auf Wunsch des Königs in der Glyptothek in München ausgestellt (Inv. 218), wo sie noch heute eine der Hauptattraktionen ist. Der Figur fehlen, hauptsächlich bedingt durch Beschädigungen während des Transports von Rom, in ihrem aktuellen Zustand unter anderem Finger der rechten Hand, der linke Arm, der linke Fuß und der vorderste Teil des Penis.
Der Franzose Edmé Bouchardon (1698–1762) schuf auf dieser Vorlage eine eigene Statue, die sich seit 1892 im Louvre in Paris befindet.